# Schweizer Monat
Le Schweizer Monat, longtemps appelé Schweizer Monatshefte, est une revue mensuelle suisse de langue allemande de politique et de culture. Elle est d'orientation libérale depuis la fin de la Seconde Guerre mondiale.

## Histoire
La revue est fondée en 1921 à Bâle sous le nom de Schweizerische Monatshefte (cahiers mensuels suisses) par des personnes proches de la Ligue populaire pour l'indépendance de la Suisse (de) et de la Société suisse pour la défense et la culture de la langue allemande (de). Elle est organisée sous forme d'association. Son siège éditorial est déplacé l'année suivante à Zurich, avec Hans Oehler (de) comme rédacteur en chef. La revue est renommée Schweizer Monatshefte (SMH) en 1931. Le mensuel défendait l'autonomie politique et culturelle de la Suisse, mais souhaitait préserver les liens avec le grand espace culturel du Reich allemand. Il comptait notamment comme collaborateurs réguliers les généraux Ulrich Wille et Theophil Sprecher von Bernegg (de). 
La ligne de plus en plus frontiste suivie par Hans Oehler conduit cependant à son départ en 1934. La nouvelle rédaction soutient après la Seconde Guerre mondiale un ordre économique libéral, publiant notamment des articles de Wilhelm Röpke, Friedrich Hayek et Karl Popper et ajoutant même le mot économie au sous-titre de la revue en 1952.
À partir de 1966, la rédaction met davantage l'accent sur la culture et soutient la littérature contemporaine tout en réévaluant celle du passé. La revue compte alors notamment Hermann Burger et Hugo Loetscher comme rédacteurs et une fondation est mise en place pour la soutenir financièrement. 
À la fin du XXe siècle, le nouveau rédacteur en chef Robert Nef (de) donne la parole à une nouvelle génération d'économistes libéraux, représentée notamment par Silvio Borner (de) et Gerhard Schwarz (de). En 1995, la revue reçoit le Prix Doron de la fondation du même nom créée par Marc Rich pour n'avoir « jamais cessé d'illuminer sous un jour libéral les principaux courants intellectuels de l'économie, de la politique et de la culture ». 
En 2010, l'association qui publie la revue devient une maison d'édition du nom de SMH Verlag. L'année suivante, celle-ci opère une refonte complète de la maquette du magazine, désormais publié en un plus grand format, et le renomme Schweizer Monat. Un supplément littéraire intitulé Literarischer Monat paraît quatre fois l'an de mai 2011 à juillet 2020. 
En 2012, la revue était encore déficitaire.  

### Rédacteur en chef
- depuis le 1er août 2019 : Ronnie Grob[12]

- 2016 - 31 juillet 2019 : Michael Wiederstein (de)[12]
- 2015 - 2016 : Florian Rittmeyer[13]

- 1991 - 2006 : Robert Nef (de)[15]
- 1976 - 1991 : François Bondy (de)
- 1966 - 1994 : Anton Krättli (de)

- 1958 - 1965 : Dietrich Schindler, Daniel Bodmer et Fritz Rieter
- 1934 - 1957 : Jann von Sprecher
- 1922 - 1934 : Hans Oehler (de)[3]

### Tirage
- 2008 : 3 500 exemplaires[16]

- 2012 : plus de 5 000 exemplaires[17]